# Brit Kelet-indiai Társaság
A Brit Kelet-indiai Társaság ( hivatalosan: East India Company (EIC), vagy Honourable East India Company (HEIC), ritkábban East India Trading Company (EITC), vagy British East India Company, nem hivatalosan, illetve a szlengben John Company, Company Bahadur, vagy csak The Company)  brit részvénytársaság, amelynek I. Erzsébet angol királynő 1600. december 31-én adománylevélben kereskedelmi előjogokat biztosított Indiában és más távol-keleti országokban, ahogy az angolok akkor nevezték, a Kelet-Indiákon. Az adománylevél 15 éves monopóliumot adott a társaságnak a keleti kereskedelemre.
A londoni kereskedőkből alakult cég azt a politikai vákuumot igyekezett kihasználni, amely a spanyol armada pusztulása utáni időszakban alakult ki. A spanyol hajóhad katasztrófája lehetővé tette, hogy az ázsiai–európai kereskedelemből ne csak a portugálok és a spanyolok, hanem más európai népek, elsősorban a britek és hollandok is kivehessék a részüket. A britek először az akkoriban Kelet-Indiának nevezett mai indonéziai szigetvilágot nézték ki maguknak, de a hollandok itt megelőzték őket, ezért kénytelenek voltak áthelyezni tevékenységüket Indiába.
A Kelet-indiai Társaság 1612-ben megkapta a térség leggazdagabb hatalma, a Mogul Birodalom kereskedelmi jogait. A szervezet több mint száz éven keresztül klasszikus kereskedelmi tevékenységet végzett, elsősorban borssal, más fűszerekkel, selyemmel és egyéb textíliákkal foglalkozott. A 18. század közepén azonban a birodalom hatalma hanyatlott, és a társaság fegyveres erővel védte meg érdekeit, elsősorban az agresszívan terjeszkedő franciákkal és az általuk patronált helyi uralkodókkal szemben.
A társaság egyre inkább beleavatkozott az indiai politikába, és nyílt fegyveres konfliktus alakult ki a bengál naváb, Szirádzsuddaula és az angolok között. 1757. június 23-án a palási csatában az angol társaság csapatai győzelmet arattak, majd újabb háborúskodás következett, amelyet az 1765-ös allahábádi béke zárt le. Ebben a Mogul Birodalom átruházta a bengáli és bihári adószedés és igazságszolgáltatás jogát a Brit Kelet-indiai Társaságra. Az indiaiak megalázottságát jól kifejezi, amit egy mogul tisztségviselő mondott: „Milyen tisztesség maradt nekünk, amikor egy maroknyi kereskedőtől, aki még a fenekét sem tanulta meg megmosni, kell utasításokat elfogadnunk?”
A tartományban 1769–70-ben éhínség pusztított, amelyben meghalt a lakosság egyharmada. A társaság semmit nem tett a nyomorúság enyhítésére, és adószedői tűvé tették a városokat az elrejtett értékek után kutatva. Bengált kifosztották, termékeit Angliába vitték, és a társaság mohó vezetői elképesztő vagyonokra tettek szert. A szervezet klasszikus kereskedőcégből India urává vált, megszerezve az ehhez szükséges kormányzati és katonai előjogokat is.
Tevékenysége csúcsán a Kelet-indiai Társaság nemcsak felügyelte az ázsiai kereskedelmet, hanem az Egyesült Királyságnál nagyobb területeket kormányzott. A szervezet a maga nevében kolóniákat létesített brit fennhatóság alatt nem álló területeken, például Hongkongban és Szingapúrban.
A 18. század közepén a társaság neve a kérkedő gazdagság és a politikai korrupció szinonimája lett. 1772-ben azonban a Bengál-buborék kipukkadt. A fosztogatás és az éhínség miatt az indiai adóbevételek csökkentek, és a társaság hiánya 1,5 millió fontra nőtt. A szervezetnek komoly kormányzati segítségre lett szüksége, amelynek ellentételezéseként a korona beleszólást és belelátást kért ügyeibe.
1773-ban megszületett a társaság működését szabályozó törvény (Regulating Act), majd 1784-ben a William Pitt kormányfő nevéhez fűződő India-törvény. 1788. február 13-án az indiaiak kifosztásáért és korrupcióért vád alá helyezték Warren Hastings indiai főkormányzót. A társaság indiai kereskedelmi monopóliuma 1813-ban megszűnt, és 1834-től a brit kormány ügynökségeként működött. Az indiai felkelések, a szipojlázadás nyomán ezt a szerepét 1857-ben elvesztette, és 1873-ban teljesen megszűnt. A társaság minden javát az Egyesült Királyság vette át.

## Világpiac

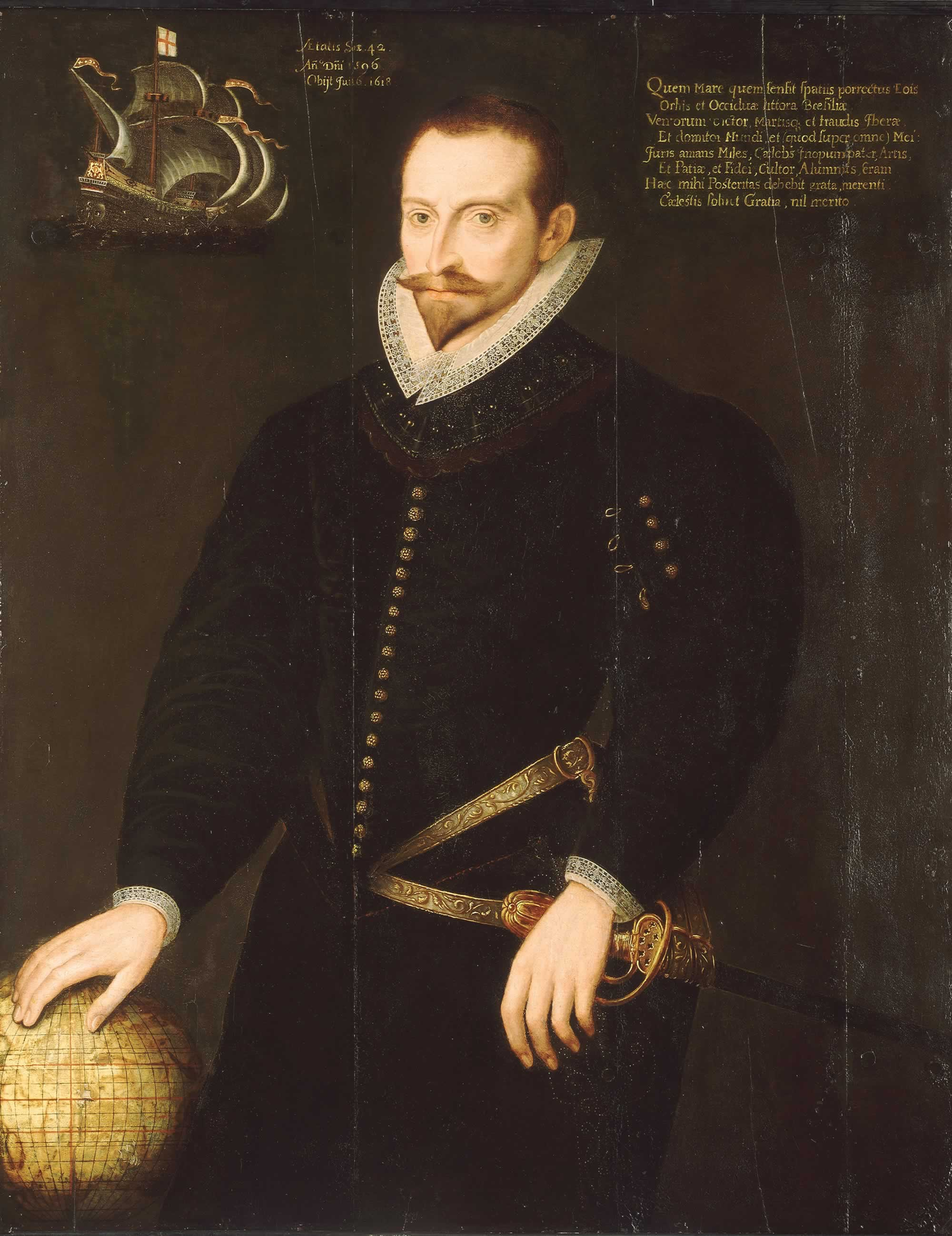
James Lancaster vezette az első expedíciót Ázsiába

Az európaiak már a középkor óta keresték az ázsiai termékeket, elsősorban a fűszereket, különösen a szegfűszeget, a szerecsendiót és a borsot, valamint a selymet. Ezek az áruk főleg a Selyemúton, Kína és a Közel-Kelet érintésével érkeztek meg Európába. A kontinens ipara nem tudott olyan termékeket előállítani, amelyek felvették volna a versenyt az ázsiaiakkal, így utóbbiak számára ez a kereskedelmi kapcsolat nem bírt komoly jelentőséggel.
A középkori Ázsiában – európai léptékkel mérve – óriási hatalmak uralkodtak, és a közöttük folyó árucsere jóval meghaladta azt, amit Európa kínált és keresett. Ráadásul a szárazföldön zajló kereskedés nagyon drága volt: a javak számos kézen átmentek, így áruk jelentősen megnőtt, mire elérték a végfelhasználókat. Emiatt csak Európa leggazdagabb emberei engedhették meg maguknak, hogy borsot vagy selymet vegyenek, ami behatárolta a kereskedelmi lehetőségeket.
Az európaiak először 1498-ban érték el tengeren Indiát. A portugálok, majd a spanyolok hatalmas részt hasítottak ki az onnan induló kereskedelemből, aminek két fő oka volt: a kor átlagát jelentősen meghaladó hajózási és navigációs tudásuk, valamint a dél-amerikai gyarmatokon bányászott nemesfémek. A bolíviai bányákból származó ezüst ugyanis végre lehetővé tette az európaiaknak, hogy megvegyék az ázsiai termékeket, a hajózás pedig biztosította az alacsony szállítási költséget, amelynek révén megérte a nagy arányú import.
Az ibériai államok monopóliuma egészen 1588-ig megmaradt, de a spanyol inváziós hajóhad pusztulása lehetővé tette más nemzetek, elsősorban az angolok, hollandok és franciák számára, hogy kivegyék részüket az ázsiai kereskedelemből. Alig egy évvel a spanyol–portugál flotta veresége után angol kereskedők petícióval fordultak I. Erzsébet angol királynőhöz, hogy járuljon hozzá a keleti kereskedelmi kapcsolatok megteremtéséhez.

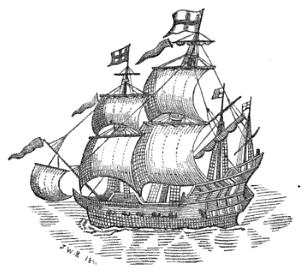
Lancaster zászlóshajója, a Red Dragon

1591-ben, az uralkodó hozzájárulásával, el is indult az első három angol hajó Ázsiába. Megkerülték a Jóreménység fokát, és kihajóztak az Indiai-óceánra. George Raymond hajója elsüllyedt egy viharban, de a másik kettő, köztük James Lancaster Edward Bonaventure-e elérte a maláj félszigetet. 1594-ben értek vissza Angliába. Két évvel később újabb három hajó indult Ázsiába Benjamin Wood parancsnokága alatt, Sir Robert Dudley finanszírozásával, de soha nem tértek vissza Európába.
Európában sorra alakultak a különböző kelet-indiai társaságok, amelyek összefogták a kereskedőket. Az ilyen társaságok felállítására azért volt szükség, mert a keleti kereskedelem rendkívül drága és veszélyes tevékenység volt. Egyéni vállalkozók nem is tudták vállalni a terheket, ezért megalakultak az első részvénytársaságok. Ez a vállalkozási forma akkor még ritka volt, inkább a családi együttműködés volt a jellemző. A részvénytársaság azonban nagyobb tőke bevonására adott módot, ugyanis adni és venni lehetett a részesedést a cégben, így aki elég haszonhoz jutott, vagy nem bírta tovább a terheket, kiszállt, és helyét új befektető foglalta el.
Ezek a részvénytársaságok gyakran törvényben biztosított monopóliumot kaptak a kereskedésre. Az ilyen versenykorlátozó kiváltságokra azért volt szükség, mert a befektetőknek annyiféle potenciális kárral – hajótörés, kalózok, háborúk – kellett szembenézniük, hogy szükségük volt biztosítékra, ha hazaér az árujuk, akkor azt el tudják adni a piacon. I. Jakab angol király 1604-ben Sir Edward Michelborne-nak adott például engedélyt kínai, japán, koreai és indiai kereskedelemre. Michelborne, szemben a Kelet-indiai Társasággal, nem épített ki kapcsolatokat, hanem kifosztotta a helyi kereskedőket, ezzel elhiteltelenítve a többi brit kereskedőt. I. Károly angol király 1635-ben Sir William Courten vagy Courteennek adott engedélyt keleti kereskedelemre; a társaság Madagaszkáron telepedett le.

## A társaság megalakulása
1599. szeptember 24-én nyolcvan kereskedő és vállalkozó találkozott a londoni Cityben, a Founders Hallban, és megállapodott, hogy petícióval fordul I. Erzsébethez egy leendő kereskedő társaság ügyében. A leendő tagok 30 133 fontot ajánlottak fel. A királyi tanács nem támogatta a kérést, ezért a kereskedők újabb gyűlést tartottak, és az alaptőkét 68 373 fontra emelték.
A 218 kereskedő által alapított a Kelet-Indiákkal Üzletelő Londoni Kereskedők Társasága és Helytartója (Governor and Company of Merchants of London Trading into the East Indies) 1600. december 31-én 15 éves monopóliumot kapott a kelet-indiai, a Jóreménység fokától keletre folytatott kereskedésre. A szervezet első kormányzója Thomas Smythe, a Levante Társaság egyik vezetője lett. 1609-ben a monopóliumot visszavonásig meghosszabbították.
1608-ban a társaság egyesült a monopóliumát elutasító más kereskedők által létrehozott szervezettel, és megalakult a Kelet-Indiákkal Üzletelő Angol Kereskedők Egyesült Társasága (United Company of Merchants of England trading to the East Indies). A szervezetet Tiszteletreméltó Kelet-indiai Társaságként, Kelet-indiai Társaságként, Angol Kelet-indiai Társaságként, vagy Brit Kelet-indiai társaságként emlegették, informális neve pedig a John Company volt.

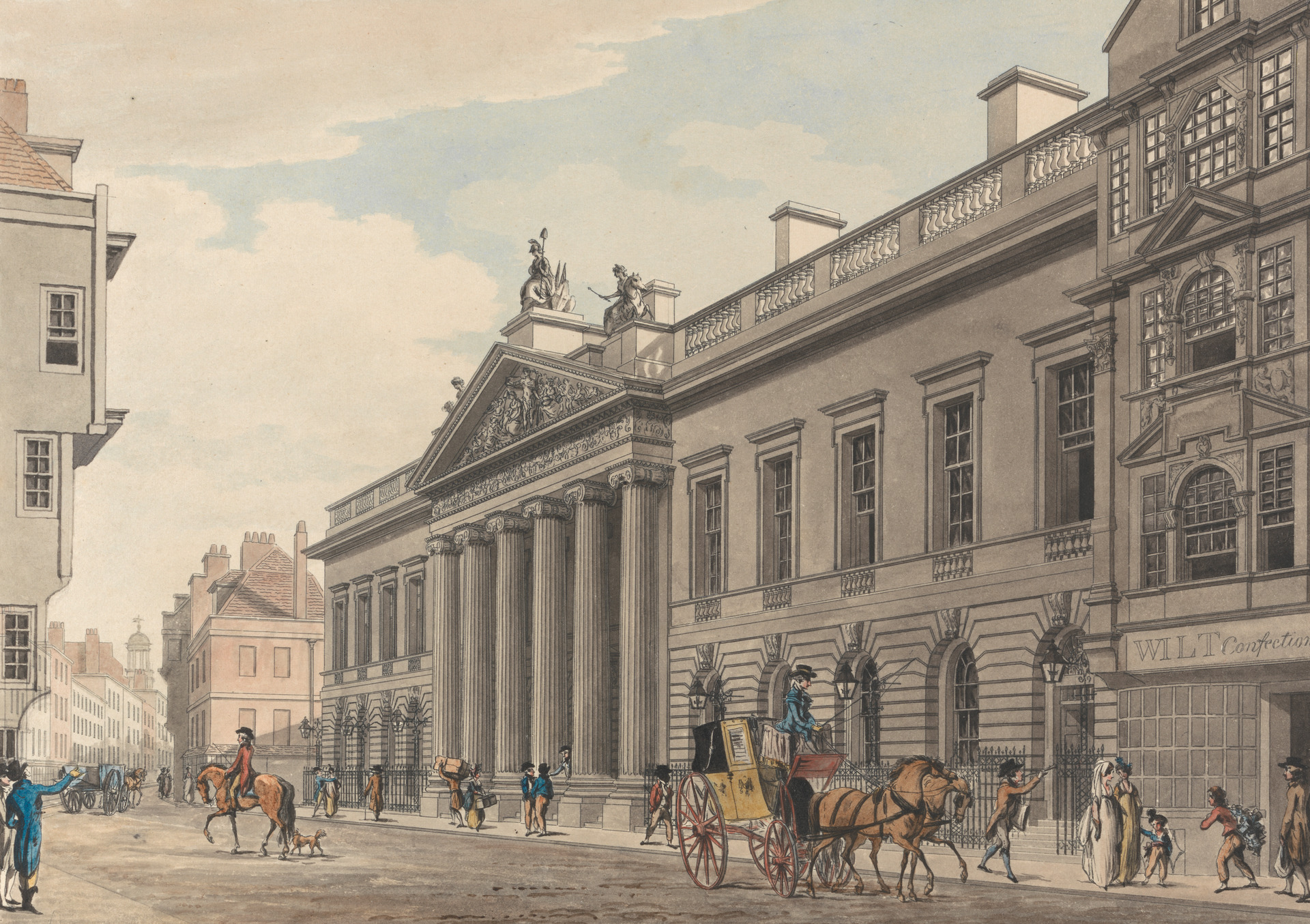
A Kelet-India-ház Londonban, 1880 körül

Az első kereskedelmi utak finanszírozására, amelyek a Fűszer-szigetekre vezettek, egyenként álltak össze a részvényesek, majd 1612-ben ideiglenes alaptőkét, 1657-ben állandó, 739 782 fontos alaptőkét hoztak létre.
A társaság különböző ügyeit 24 igazgató irányította bizottságokon keresztül. Az igazgatókat évente választották meg a részvényesek. A szervezet központja egy londoni iroda volt, amely alig néhány alkalmazottal működött. A kényes és gyors ügyintézést kívánó döntések meghozatalára később megalakították a titkos tanácsot, amelynek csak három igazgató volt tagja. Ez a testület tartotta a bizottságok közül a legszorosabb kapcsolatot a koronával.
Az igazgatókat, kereskedőket és alkalmazottakat informálisan két nagy csoportba osztották. Az indiai csoportba azok tartoztak, akik életük egy részében Indiában szolgálták a társaság érdekeit. A másik csoport azokból állt, akik a londoni Cityben, illetve a tengeren intézték a teendőket. A különböző ügyekben gyakran alakult ki ellentét a két társaság között. A szervezetnek nemcsak Indiában voltak alkalmazottai, hanem Angliában is, ahol több ezer kikötői rakodómunkást, valamint tengerészt foglalkoztatott. Legnagyobb számban azonban indiai katonák álltak a cég alkalmazásában.
A Kelet-indiai Társaság által kötött szerződések a szervezet vagyonát növelték, nem a brit koronáét. A korona és a szervezet elkülönülését jogszabály rendezte, és ennek fenntartásában a brit parlament tagjainak jelentős része, egyben a szervezet részvényese, érdekelt volt. A cég számos, Indiában mesés vagyont szerző tagja vásárolt magának képviselői helyet a parlamentben, és onnan segítette a társaságot. Anyagi érdekeltségük miatt a parlament tagjai fontosnak tartották, hogy a korona szükség esetén jelentős pénzzel támogassa, valamint katonai, haditengerészeti eszközökkel védje a társaság érdekeit a nemzetközi versenyben. A szervezet kizárólag a részvényeseknek felelt tevékenységéért, így nem tartozott politikai felelősséggel mindazért, amit elkövetett.

## A Holland Kelet-Indiákon

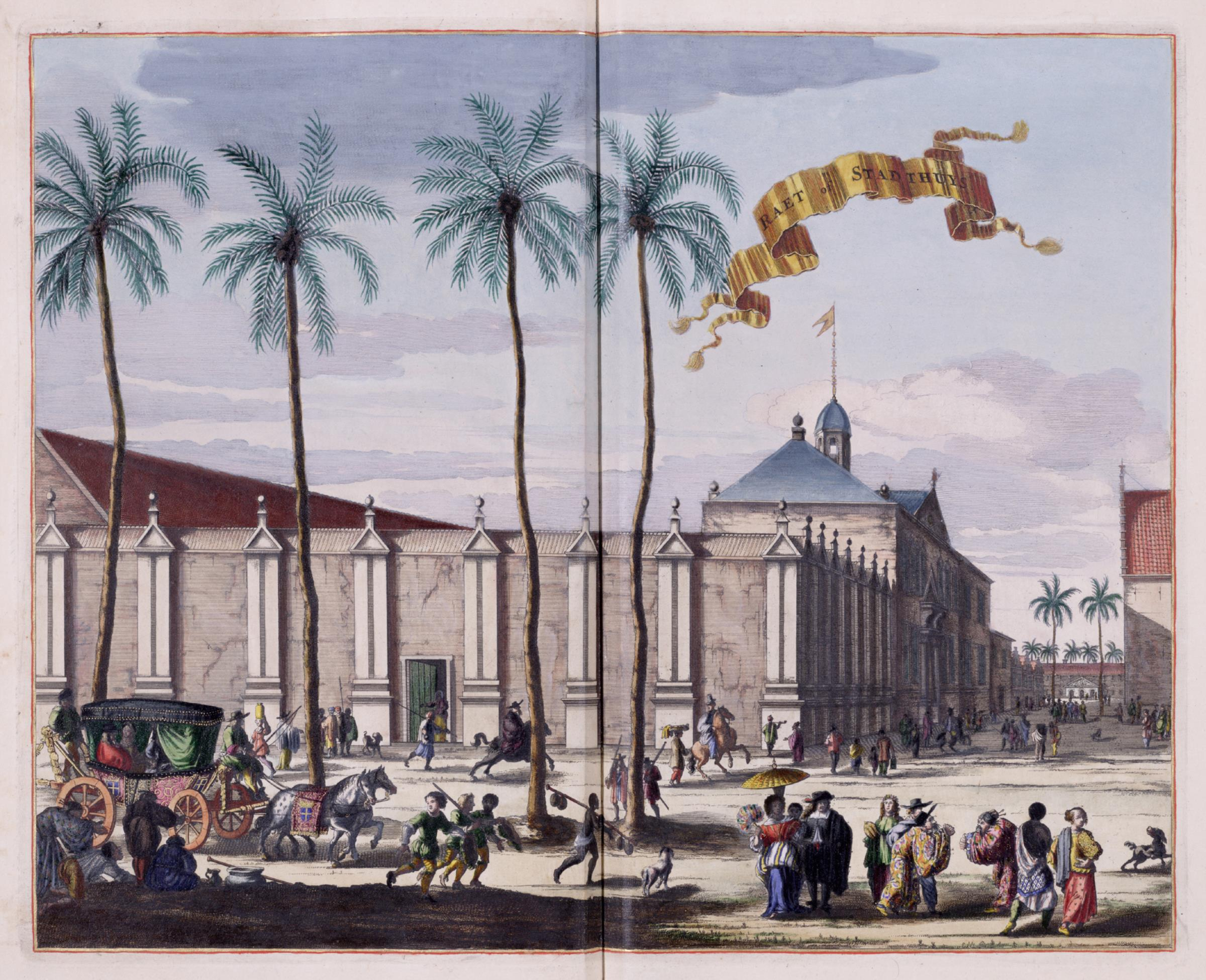
A batáviai városháza 1682-ben

A társaság első négy hajója 1601. február 13-án futott ki Szumátra és Jáva felé. A kis flotta parancsnoka James Lancaster, a szervezet egyik tagja volt. A hajók megkerülték Dél-Afrika partjait, majd átkeltek az Indiai-óceánon Szumátráig, ahova 1602-ben érkeztek meg. Mivel a hajók által szállított ruhákra és vastárgyakra nem volt kereslet, Lancaster kifosztott egy portugál karakkot, amelynek szállítmányát eladta, és abból borsot vett, amellyel 1603-ban visszatért Angliába. A következő kilenc évben 11 újabb hasonló flotta indult el Bantam, Áden és Aceh felé. A brit hajósok a harmadik útjukon, 1608-ban léptek először India földjére.
A bantami királyság Nyugat-Jáván és Dél-Szumátrán terült el. A borskereskedelem gazdaggá tette, Bantam város Délkelet-Ázsia legnagyobb települése volt. James Lancaster itt állította fel első üzemét, amely ázsiai terjeszkedésének kiindulópontja lett. A hollandok azonban, akik hat évvel az angolok előtt érkeztek Bantamba, nem nézték jó szemmel az angolok tevékenységét. A holland Egyesült Kelet-indiai Társaság (Vereenigde Oostindische Compagnie - VOC) ugyanis monopolizálni akarta az Európába irányuló fűszerkivitelt, ezért folyamatosan akadályozta az angolokat abban, hogy kihagyásával, közvetlenül a Fűszer-szigetekről importáljanak. Ráadásul az angolok nem tudták eladni otthonról hozott árujukat Bantam nyüzsgő piacain, így olyan ázsiai terméket kellett találniuk, amit el tudtak cserélni fűszerre, selyemre, porcelánra. Az angolok az indiai textilt választották.
Habár eredeti tervük az volt, hogy megtörik a Holland Kelet-Indiákon (ma Indonézia) kialakult holland kereskedelmi monopóliumot, 1623-ban, amikor a holland hatóságok lemészárolták az angol kereskedőket Amboniában, a szervezet elismerte vereségét, és tevékenységét végképp Indiára összpontosította. A hollandok később, a vesztes holland–angol háború után, 85 ezer font kártérítést fizettek a társaságnak, 3615-öt pedig az áldozatok hozzátartozóinak. Az indiai választás végül bombaüzletnek bizonyult: 1750-re az indiai selyem, gyapjú és kalikó kereskedelme már a társaság forgalmának 60 százalékát tette ki.
Daniel Defoe 1708-ban úgy jellemezte az indiai szövet térnyerését Angliában, hogy a társaság áruja „belopakodott a házunkba, a kamránkba és a hálószobánkba”. 1720-ban a kormány kénytelen volt behozatali tilalmat elrendelni az olcsó indiai textilre, és ez a protekcionista döntés az angol ipari forradalom egyik megalapozó intézkedése lett.

## Terjeszkedés Indiában a 17. században

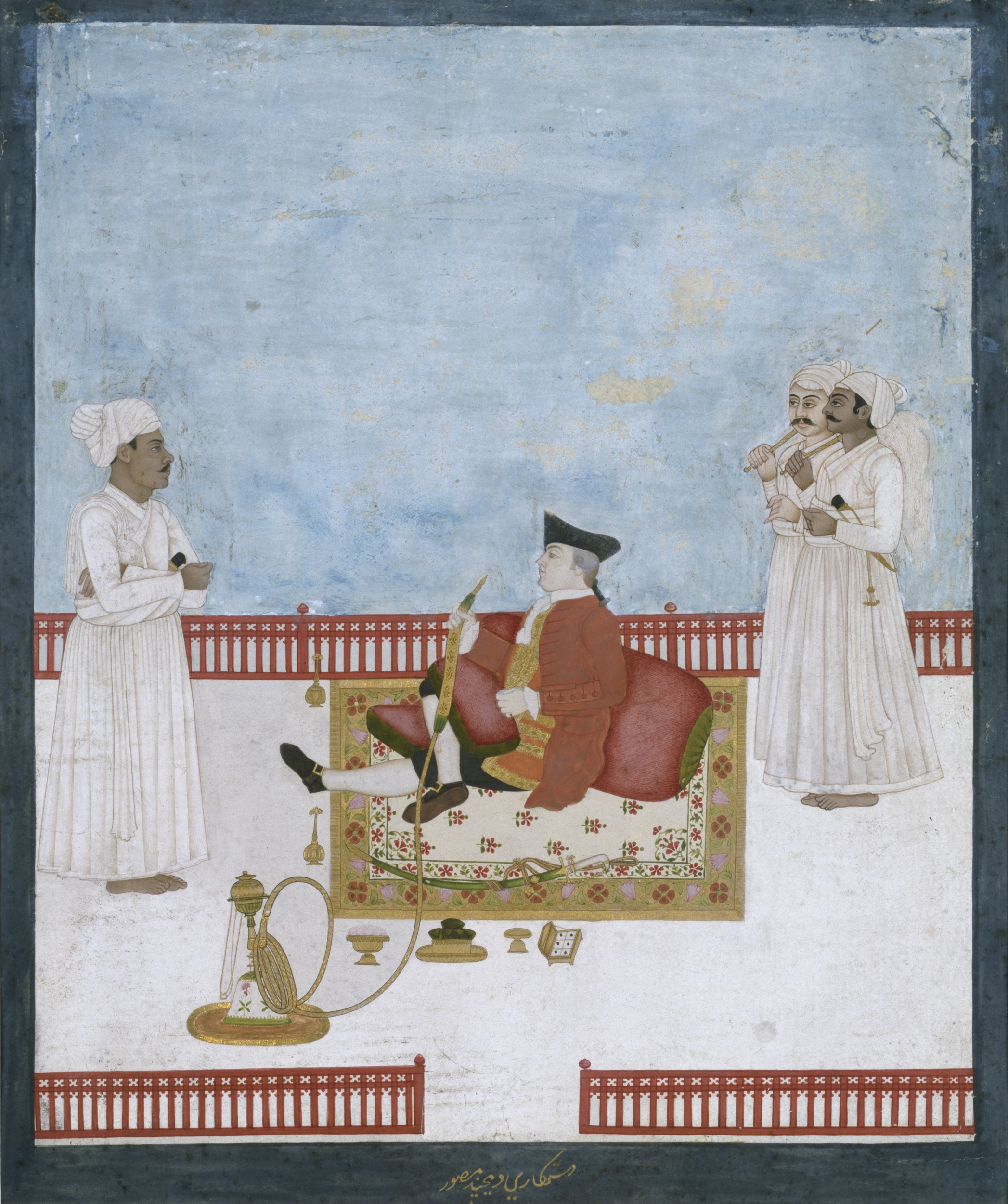
A társaság tisztviselője keleti kényelemben

A Kelet-Indiai Társaság első hajója 1608. augusztus 28-án érkezett meg Indiába, Szúratba. A Hector parancsnoka William Hawkins volt, aki Agrába utazott, hogy rábeszélje a Mogul Birodalom uralkodóját a kereskedelemre Angliával. A kapitány nem kapott engedélyt arra, hogy gyárat létesítsen, ezért a társaság 1611-ben arra kérte I. Jakab angol királyt, hogy küldjön nagykövetet a birodalomba. Sir Thomas Roe-nak sikerült elérnie Dzsahángír mogul sahnál, hogy az angolok megnyithassák üzemüket, ahonnan a textilárut Bantamba küldték.
A Szúratban letelepedett portugálok nem nézték jó szemmel az angolok érkezését, ami tengeri és szárazföldi összecsapásokhoz vezetett, amelyekből végül a britek kerültek ki győztesen.
A Mogul Birodalom a kor legnagyobb és leggazdagabb hatalma volt. Az óriási birodalom fennhatósága alá tartozott a mai Pakisztán és Banglades, valamint India és Afganisztán jelentős része. Az uralkodó százmillió ember felett rendelkezett, és városai, például a 700 ezres Agra mellett eltörpültek az európai települések; Lahor nagyobb volt, mint London, Párizs, Lisszabon, Madrid és Róma együttvéve. A világ kézműves termékeinek egynegyedét a Mogul Birodalomban állították elő, míg Nagy-Britannia a világ GDP-jének mindössze 2 százalékát adta.
1612-ben a társaság megszerezte a birodalom kereskedelmi koncesszióját, és letelepedett. Első gyárát Macsilipatnamban alapította. Megkezdte a gyapjú, a selyem, az indigó, a salétrom és a fűszerek exportálását. A szervezet ekkor még olyan kicsi volt, hogy kormányzója, Sir Thomas Smythe otthonában üzemelt, és állandó alkalmazottjainak száma mindössze hat volt. Volt viszont már harminc hajója és Deptfordban saját Temze-kikötője. Első számú exportterméke a textil volt. Az évek folyamán a cég több kereskedőállomást létesített India nyugati partjain, és számottevő angol közösség alakult ki a legfontosabb városokban, Kalkuttában, Bombayben, Madraszban. Utóbbiban a britek 1640-ben megépítették a Szent György-erődöt. II. Károly uralkodása alatt jogot kaptak pénzverésre, illetve joghatóságot a keleti brit érdekeltségek felett.
1683-84-ben lázadások voltak Indiában és a szintén a társasághoz tartozó Szent Ilona-szigeten. Ezek egy időre visszavetették a kereskedést. 1686-ban a társaság vezetője, Sir Josia Child felhagyott a korábbi békekereső politikával, és megkezdte állomásai megerősítését, hogy azok visszaverhessék a helyi erők esetleges támadásait. Angliából tízhajónyi katona érkezett Nicholson kapitány parancsnoksága alatt Indiába, akik azonnal harcba keveredtek Bengálban. A helyi erők Madrasba kergették őket, és csak az 1690-es béke után térhettek vissza.
A cégnek a 17. század folyamán számos problémával kellett megküzdenie Indiában és Angliában. Hiába volt monopóliuma kelet-indiai kereskedelemre, független angol vállalkozók, a „zugárusok”, folyamatosan kísérleteztek belépni a piacra. 1698-ban engedélyt kapott egy másik társaság is a kereskedelemre, és a két szervezet 1708-ban egyesült.

## A Mogul Birodalom bukása
1707-ben, Aurangzeb mogul sah halála után Dél-India gyakorlatilag függetlenné vált Delhitől, és az addig erősen központosított hatalom darabokra hullott. Az európai kereskedőkre vonatkozó szabályokat mindenhol szigorították, és a külföldiek igyekeztek engedelmeskedni a helyi uraknak.

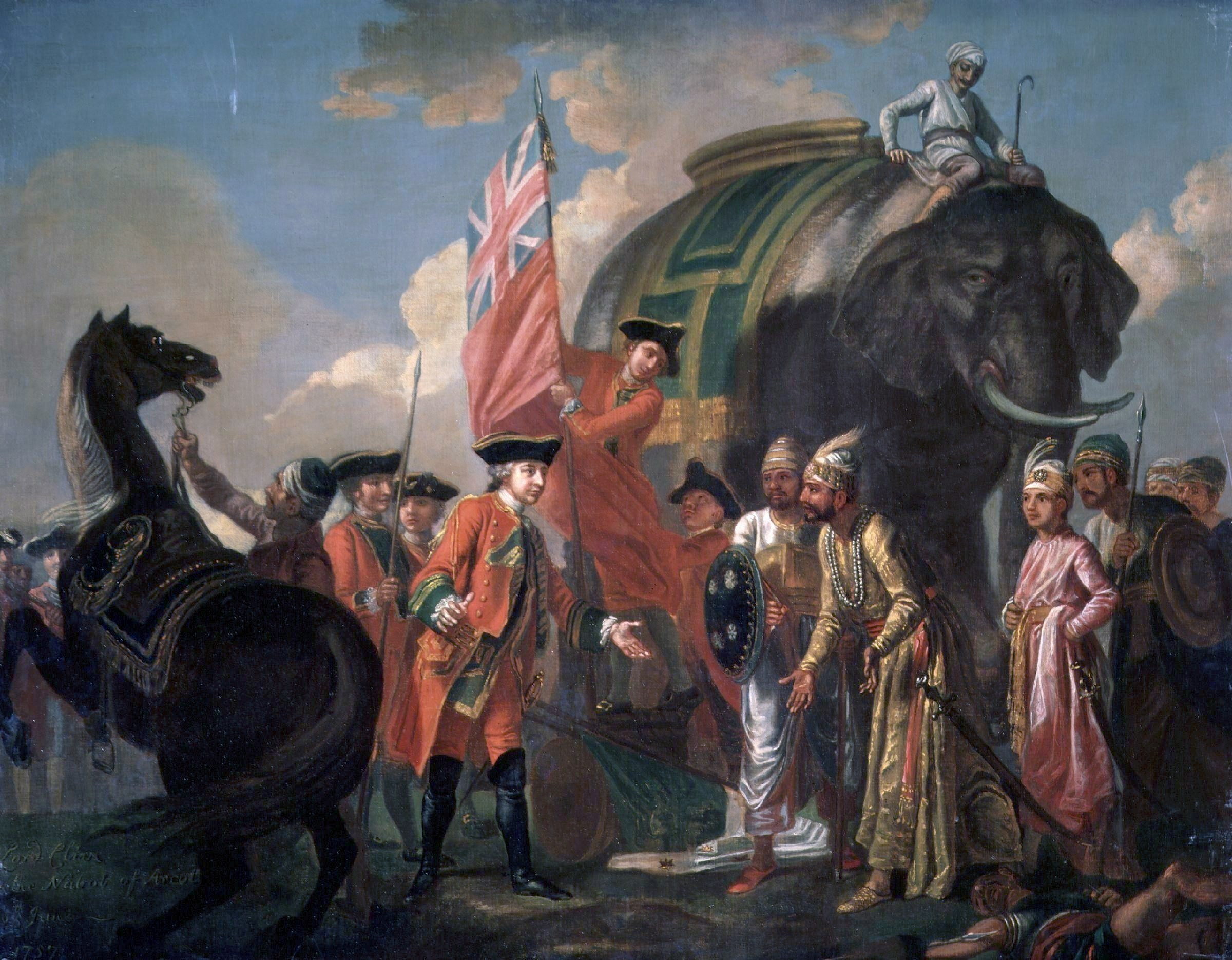
Robert Clive találkozik Mir Dzsaffárral a palási csata után

1717-ben az uralkodó felmentette a társaságot a vámfizetés alól Bengálban, ami minden lehetséges kereskedelmi versenytárssal szemben óriási előnyt jelentett. Ekkor kezdődött meg a Kelet-indiai Társaság elképesztően gyors felemelkedése, és ettől függetlenül a Mogul Birodalom végső bukása. 1739-ben a perzsák súlyos vereséget mértek a birodalomra a Haibár-hágónál, és kifosztották a mogulokat. A központi hatalom meggyengülését kihasználták az alacsonyabb rangú urak, és zaklatni kezdték a területükön működő kereskedelmi telepeket. A társaság maga védte meg érdekeit, és egyre inkább beleavatkozott az indiai politikába. A birodalom megrendülését a Joseph François Dupleix által irányított Francia Kelet-indiai Társaság is igyekezett kihasználni, amelyet elég későn, csak 1642-ben alapítottak.

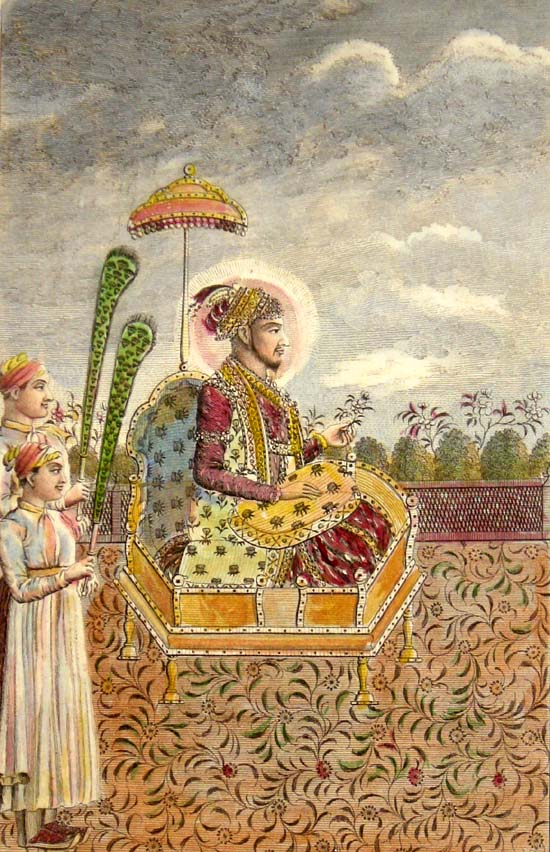
II. Alam sah

A franciák és a britek összecsapása azonban nem pusztán helyi konfliktus, hanem a hétéves háború része volt, amely 1744-ben érte el az Indiai-óceánt. Két évvel később háború bontakozott ki két indiai uralkodó, a britek által támogatott arkoti naváb és a franciák segítette haidarábádi nizám között. A harcok a naváb győzelmével zárultak. Hamarosan újabb fegyveres konfliktus tört ki: 1756-ban – a növekvő francia befolyás hatására – a bengál naváb, Szirádzsuddaula megtámadta az angol érdekeltségeket. A kezdeti sikerek, például Kalkutta elfoglalása után, vereségek következtek. 1757. június 23-án a palási csatában az angol társaság győzelmet aratott, és Szirádzsuddaula helyére bábját, Mír Dzsaffárt ültette. A következő évtizedben lázadások törtek ki, majd az 1764-es bakszári csata után egy évvel megkötötték az allahábádi békét. Ebben a Mogul Birodalom átruházta a bengáli és bihári adószedés és igazságszolgáltatás jogát a Brit Kelet-indiai Társaságra.
1769-70-ben éhínség pusztított Bengálban és Biharban. A gyenge termést a kevés eső, a lakosság egyharmadát, mintegy tízmillió embert elpusztító éhínséget viszont a társaság okozta. A szervezet ugyanis gyapotot és a Kínában szánt ópium alapanyagát, mákot termesztetett élelmiszer helyett. Tovább növelte a parasztok nyomorúságát, hogy a társaság adóbeszedői, az éhezéssel mit sem törődve, teljesen kifosztották az embereket. A lakosság harmadának halála miatt nagy mezőgazdasági területek néptelenedtek el, ami később óriási munkaerő-kiesést és veszteséget okozott a Brit Kelet-indiai társaságnak.
A társaság ekkor alakult át végérvényesen kereskedő cégből regionális nagyhatalommá, agresszív gyarmatosítóvá. Néhány év alatt a 20 ezer helyben toborzott katona által támogatott 250 európai tisztviselő Bengál valódi ura lett. 1778-ban a társaság hadereje 67 ezer katonából, 1803-ban már 260 ezer emberből állt, és a teljes szubkontinenst ellenőrizte. A sereg kétszer akkora volt, mint az Egyesült Királyság hadereje, és tűzereje nagyobb volt, mint bármelyik ázsiai államé. A terjeszkedés mindössze 47 évet vett igénybe 1756-tól Delhi 1803-as elfoglalásáig. Nem véletlen, hogy a cég úgy tekintett magára, mint „a világmindenség legnagyobb kereskedő társaságára”. A brit sereg 1761. január 16-án megverte a franciákat Vandavazinál.

## Az összeomlás szélén

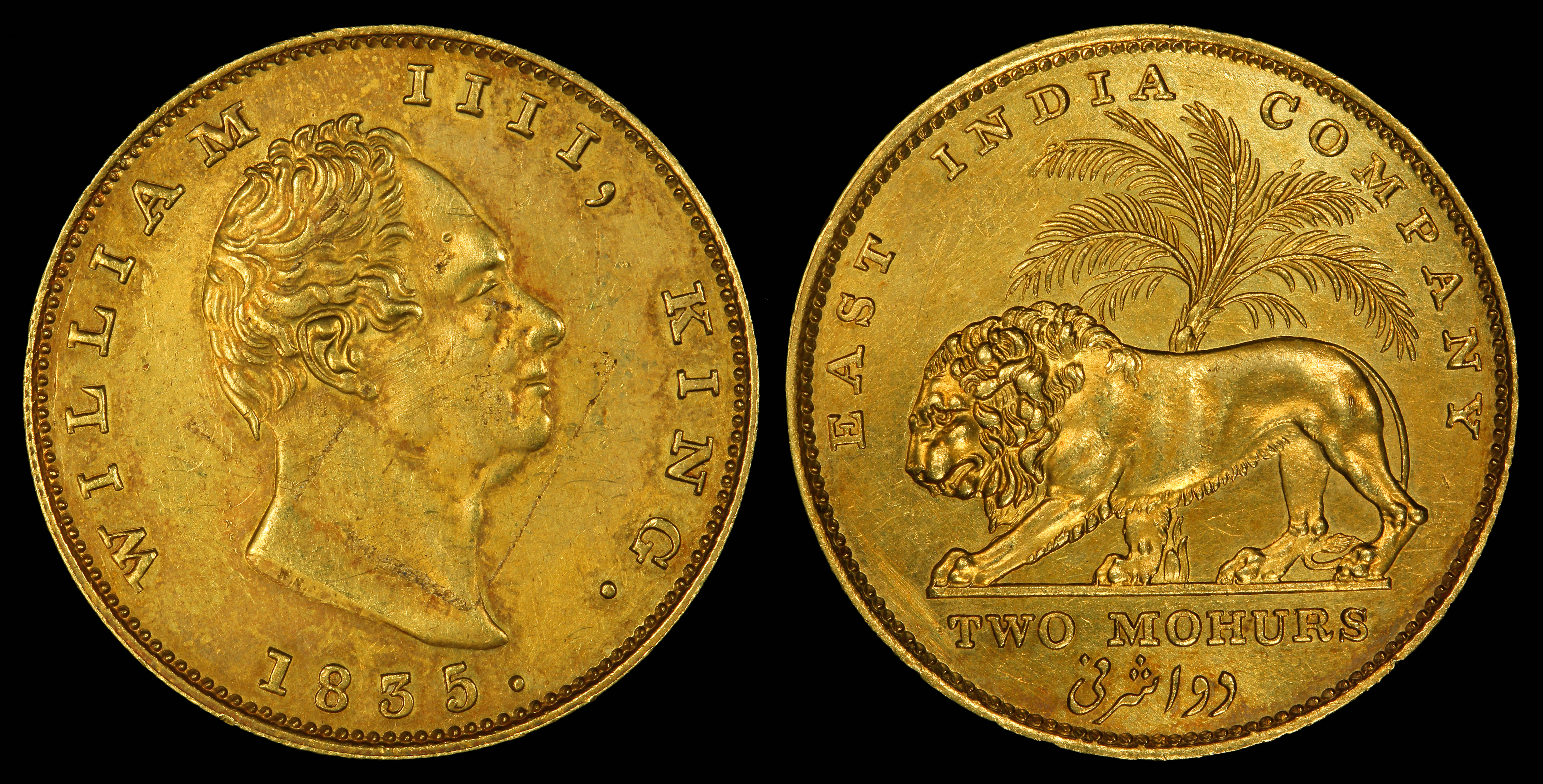
A Kelet-indiai Társaság 1835-ben, IV. Vilmos brit király nevében és portréjával kibocsátott 2 mohur névértékű aranyérméje (= 30 ezüst rúpia).

Bengált kirabolták, termékeit Angliába vitték, piacait pedig brit áruk öntötték el. A legnagyobb vagyonra Robert Clive, a társaság helyi vezetője tett szert, aki Európa leggazdagabb, vagyonát nem öröklés útján szerző embere lett. A bengáli kincstár tartalmát egyszerűen elvették: berakodták száz bárkába, amelyek leúsztak a Gangeszen Kalkuttáig, a társaság főhadiszállásáig.
A 18. század közepén a társaság neve a kérkedő gazdagság és a politikai korrupció szinonimája lett. Horace Walpole angol író így írt: „Mivé lett ma Anglia? India vagyonának emésztőgödrévé!” Ebben az időben kezdett a korona először komolyabban foglalkozni azzal, amit a társaság Ázsiában tett, London korábban ugyanis egyáltalán nem foglalkozott azzal, hogy miként működteti a szervezet a gyárait a világ másik oldalán.

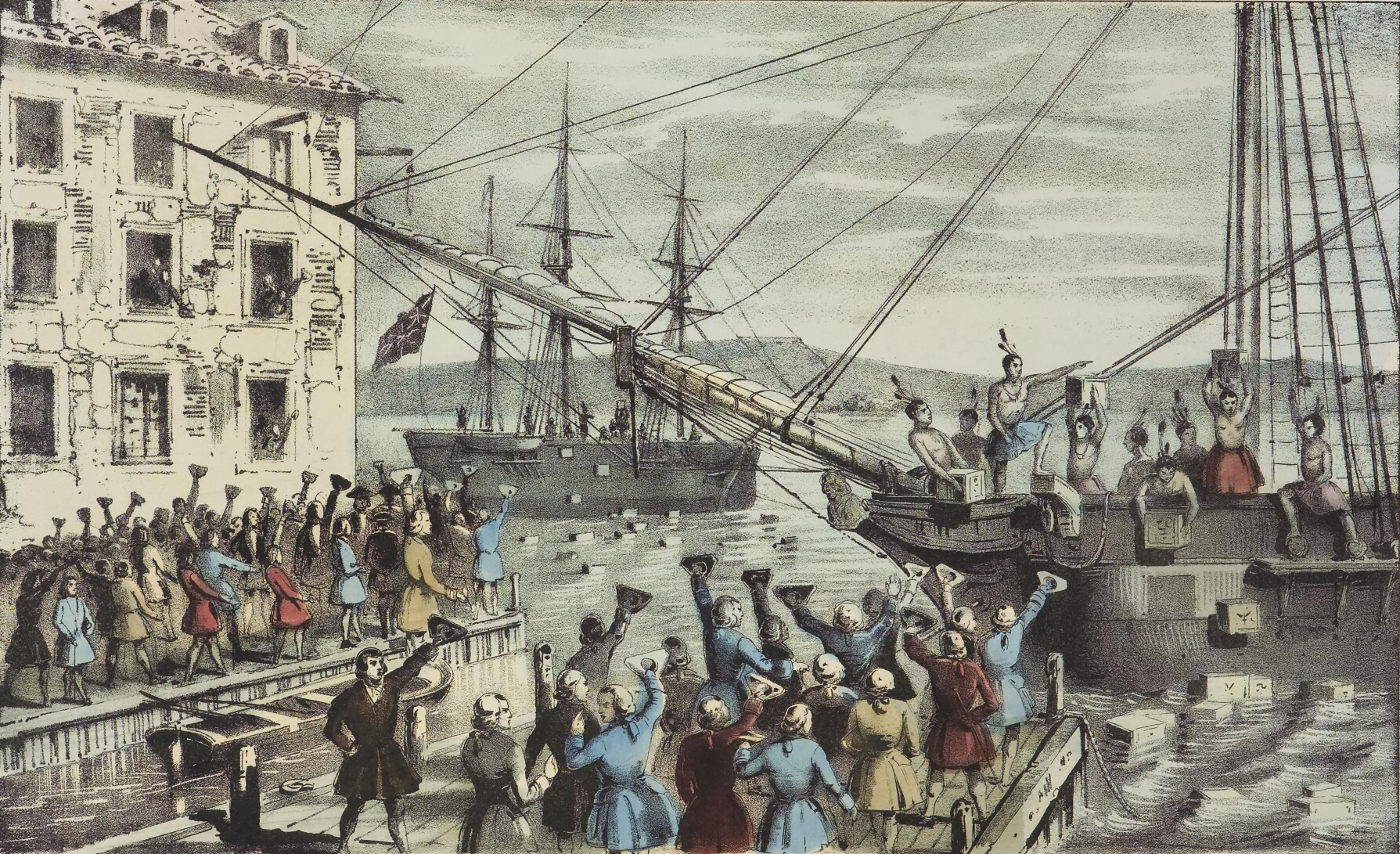
A társaság teaszállítmányának megsemmisítése Bostonban

A szervezet a 18. század közepén évi 400 ezer fontot fizetett a koronának, hogy fenntartsa kereskedelmi monopóliumát. 1772-ben, alig hét évvel az allahábádi béke megkötése után, azonban a Bengál-buborék kipukkadt. A fosztogatás és az éhínség miatt az adóbevételek csökkentek, és a társaság hiánya 1,5 millió fontra nőtt. Ezen túl a szervezet egymillió font adóval tartozott a koronának. Amikor ezek a számok nyilvánosságra kerültek, harminc bank dőlt be Európában. A kereskedelem súlyosan visszaesett.
A társaságnak komoly kormányzati segítségre lett szüksége. 1772. július 15-én az igazgatók 400 ezer font hitelt kértek a Bank of Englandtől, majd két hét múlva újabb 300 ezer fontra jelentették be igényüket. A bank csak 200 ezret tudott adni. Augusztusban az igazgatók már egymillió fontot kértek a kormánytól. 1773-ban Edmund Burke írta meg a hivatalos jelentést a szervezetről, amelyben jelezte, hogy a Kelet-indiai Társaság magával ránthatja a kormányzatot, és tönkreteheti az egész országot. A társaság mindazonáltal kormányzati segítséggel talpa állt, de meg kellett szüntetnie teljes átláthatatlanságát.
Mivel az angol kormány szerette volna, ha a társaság mielőbb talpra áll és visszafizeti a kölcsönt, engedélyezte, hogy a szervezet közvetlenül Ázsiából szállítsa kínaitea-készleteit az amerikai brit gyarmatra. A teára kivetett adók miatt Amerikában zavargások törtek ki, és Bostonban a kikötő vizébe öntötték a kínai árut. A bostoni teadélután az amerikai függetlenségi mozgalom egyik jelentős eseménye lett.

## A Kelet-indiai Társaság hadserege

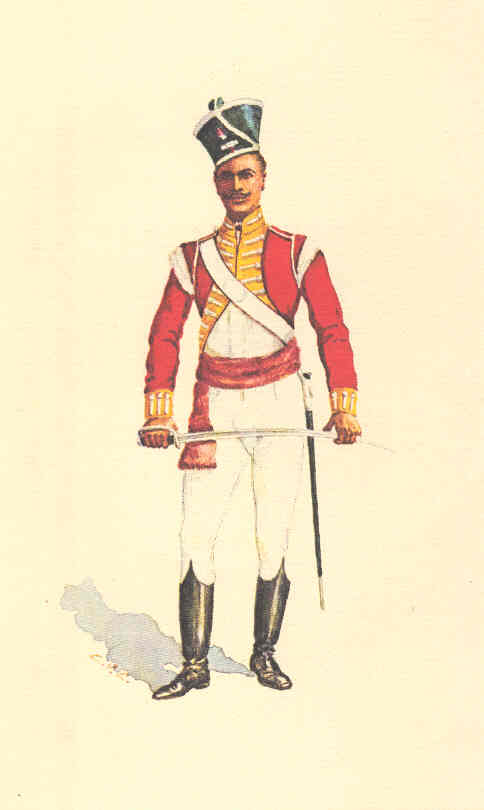
A 21. Bengáli bennszülött gyalogezred altisztje 1819-ben

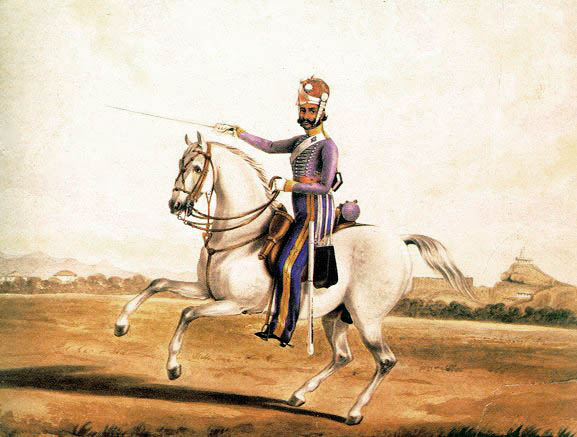
Könnyűlovas a 6. Madrászi ezredből 1845-ben

A Kelet-Indiai Társaságnak és a brit kormányzatnak folyamatosan ütőképes hadsereget kellett állomásoztatnia a szubkontinensen. Ez a haderő elsősorban brit tisztek parancsnokolta indiai zsoldosokból állt, akik gyalogos (szipoj), könnyűlovas (sowar), vagy tüzérezredekben és utászalakulatokban szolgáltak, őket egészítették ki a társaság brit legénységű saját ezredei, valamint a londoni kormány által a 18. század közepétől Indiában állomásoztatott, a legnagyobb harcértéket képviselő brit csapatok. 1757 és 1858 között a Kelet-Indiai Társaság közvetlen uralma alatt álló indiai területek közigazgatását három elnökségre – bombay-i, madrászi és bengáli – osztották, amelyek tulajdonképpen igen nagy kiterjedésű tartományok voltak.
A társaság bennszülött zsoldosait és brit csapatait ennek megfelelően három jelentős méretű reguláris elnökségi hadseregbe szervezték. A csapatok élén 1748-tól az indiai brit főparancsnok állt. A brit indiai hadsereg atyjának és igazi megteremtőjének az első indiai főparancsnokot, Stringer Lawrence (1697-1775) vezérőrnagyot tekintik. Az első szipoj zászlóaljakat, amelyeket a brit vöröskabátosok mintájára öltöztettek, fegyvereztek fel és képeztek ki, 1757-ben, a Bengáli Elnökségben állította fel Robert Clive vezérőrnagy, a harmadik indiai főparancsnok.
Ezt a példát a Madrászi Hadsereg 1759-től, a Bombay-i Hadsereg pedig 1767-től követte. Reguláris könnyűlovasezredeket a britek 1784-től szerveztek. Ezeket csekély számú brit tiszt vezette, kisebb harcértékű, gyengébben képzett irreguláris gyalogságot és lovasságot is alkalmaztak a feudális indiai silladar hadkiegészítési rendszer alapján az 1840-es évektől. Végül bennszülött tüzér és utászalakulatok is létrejöttek a társaság szolgálatában, azonban a szipojlázadás miatt 1857 után a bennszülött tüzéralakulatokat megszüntették. Ezek a katonai alakulatok Indián kívül is szolgáltak. Szipoj katonák harcoltak még Kínában is, az ópiumháborúkban.
1824-től a szipoj gyalogezredek zászlóaljainak számát kettőről egyre csökkentették, az ilyen egy zászlóaljas szipoj gyalogezredeket 22 brit tiszt irányította. Az 1813-as orosz-perzsa megállapodással kezdetét vette a Közép-Ázsia feletti uralom és befolyás megszerzéséért folytatott brit-orosz hatalmi vetélkedés, a nagy játszma. Indiát a londoni kormány a cári birodalom közép-ázsiai expanziója által katonailag is közvetlenül fenyegetve látta. Mivel a brit csapaterősítéseknek csaknem fél évbe telt volna az út Európából Indiába, egy esetleges Afganisztánon, vagy Perzsián keresztüli orosz invázió kivédésére való felkészülés szintén szükségessé tette a nagy haderő fenntartását Indiában. 1824-ben a három elnökségi hadseregben 170 gyalogos- és könnyűlovasezredben és 16 fehér brit ezredben összesen 200 000 katona szolgált.
Míg 1857-ben a brit kormány által Indiában állomásoztatott és a Kelet-Indiai Társaság rendelkezésére bocsátott fehér csapatok száma a krími háború következtében rekordalacsony volt, a társaság európai zsoldosaival együtt mindössze 4000 katona, addig a brit tisztek által vezetett bennszülött szipojok, sowarok 300 000 főt tettek ki.

## A korona átveszi a Kelet-indiai Társaságot

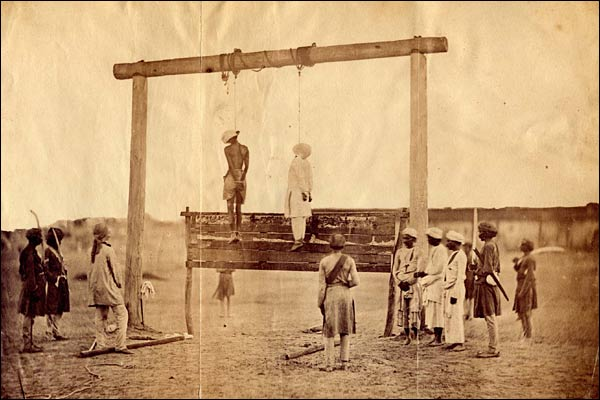
Felakasztott lázadók

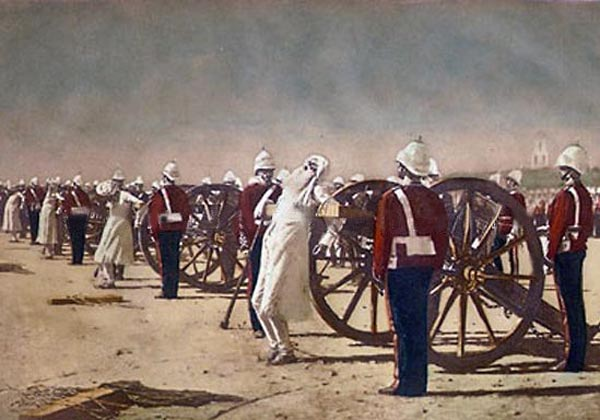
Verescsagin 1881-ben készült festménye a szipojlázadás megtorlásáról

1773-ban megszületett a társaság működését szabályozó törvény, a Regulating Act. A jogszabály lehetővé tette a szervezet politikai tevékenységének ellenőrzését a brit kormány számára, valamint a korona részesedését a hatalmas bevételből. A törvények értelmében Bengál főkormányzójának kinevezéséhez kormányzati jóváhagyás kellett. A William Pitt kormányfő nevéhez fűződő 1784-es India-törvény tovább szabályozta a brit kormányzat indiai befolyását.
1788. február 13-án az indiaiak kifosztásáért, ellenfelei meggyilkoltatásáért és korrupcióért vád alá helyezték Warren Hastingst, az első főkormányzót Londonban. Az eljárásban Edmund Burke arra is felhívta a figyelmet, hogy az Indiából hazatérő „bűnözők” nemcsak lefizették a parlamentet a társaság érdekében, de képviselői posztokat is vásároltak. Hastingset végül nem ítélték el.
1786 és 1793 között Cornwallis grófja volt India főkormányzója. Feladata az volt, hogy megszilárdítsa a társaság hatalmát a már meghódított területeken, számolja fel az ellenállást, és állítson fel olyan közigazgatást és bürokráciát, amely stabilizálja a kormányzatot. Az általa kiépített adminisztratív rendszer lett az alapja a későbbi indiai brit birodalomnak (British Raj). Megváltoztatta az adóbeszedési rendszert, hogy az megfelelő hasznot hozzon, de ne tegye tönkre a parasztokat. Megemelte az indiai alkalmazottak fizetését, és több hadjáratot folytatott a brit uralom ellen folyamatosan küzdő Tipu szultán ellen.
A 18. század végére a szervezet egyre kevésbé foglalkozott közigazgatással, kezdett visszatérni eredeti szerepéhez, a kereskedelemhez. 1812-ben pamfletháborút indítottak a konkurens kereskedők, ami végül a társaság indiai kereskedelmi monopóliumának 1813-as megszűnéséhez vezetett. A szervezet 1834-től a brit kormány fizetett ügynökségeként működött Indiában, és központi feladata újra a közigazgatás működtetése lett. 1853. április 16-án átadták India első vasútvonalát, amelyet a társaság épített.
Az indiai felkelések idején, 1857. május 10-én a társaság óriási létszámú, indiai zsoldosokból, szipojokból álló hadseregének egy része fellázadt munkaadójuk ellen, amit kilenc hónapos háború követett a Gangesz mentén. A brit csapatok és a lojális indiai zsoldosezredek megostromolták Delhit és Lakhnaut, nyilvános kivégzéseket rendeztek elrettentésül. Az atrocitásokról szóló beszámolók sokkolták a brit közvéleményt, és sokan arra az álláspontra jutottak, hogy a Brit Kelet-indiai Társaság nem alkalmas India kormányzására.
1859-ben, az Allahabad-erődben Lord Canning kormányzó bejelentette a Kelet-indiai Társaság vagyonának államosítását. Ezzel közvetlenül Viktória brit királynő lett India ura, a brit korona addigi csak közvetett Kelet-indiai Társaság feletti fennhatósága helyett, és a társaság embereit állami alkalmazottak váltották fel. A szervezet 1873-ban megszűnt.

## A kínai kapcsolat

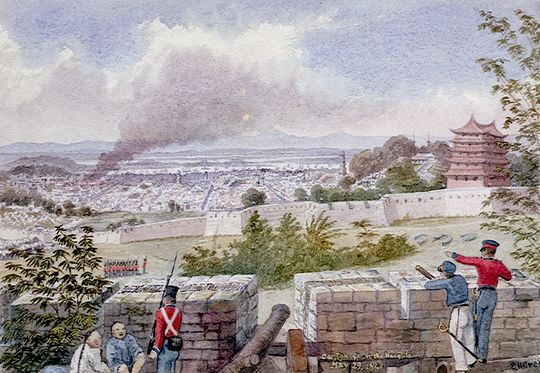
A britek Kantont ágyúzzák 1841-ben

A Kelet-indiai Társaság a bantami piacokon találkozott először a kínai kereskedőkkel. A szervezet szeretett volna közvetlenül Kínával kereskedni, de erre 1699-ig nem nyílt lehetősége. Ekkor engedélyt kapott arra, hogy Kantonnal cseréljen árut. A társaság Kínából teát, selymet és porcelánt szállított, amiért a kínaiak ezüstöt kértek. A következő száz évben a tea nagyon népszerű fogyasztási cikk lett Angliában. Míg 1664-ben csak száz font teát vittek be az országba, addig 1750-re az import ötmillió fontra nőtt. Emiatt Angliában attól tartottak, hogy túl sok nemesfém áramlik majd ki a teáért, ezért a társaság az ezüstöt Indiából csempészett ópiummal váltotta ki.
Az ópium, amely csillapította a fájdalmat, segített aludni és csökkentette a stresszt, széles körben keresett drog volt Kínában. A társaság szállítmányainak eredményeként Kína több millió ópiumfüggő országává vált, az ópiumszívás a lakosság 90 százalékát érintette. 1729-ben Kína betiltotta az ópiumimportot. 1834 után, amikor megszűnt a társaság kínai monopóliuma, európai kereskedők a korábbinál is több ópiumot csempésztek be az országba. Kína erővel lépett fel, de ekkor a britek, a szabad kereskedelemre hivatkozva, vállalták a fegyveres konfliktust. A háború az ázsiai birodalom vereségével, ezáltal a brit kereskedelmi jogok növekedésével zárult. A második ópiumháború (1850–1860) az európai államok kereskedelmi lehetőségeit növelték Kínában. Az összecsapás Kína megalázó vereségével, valamint a Hongkongot a briteknek juttató szerződéssel ért véget.

## Indián kívül

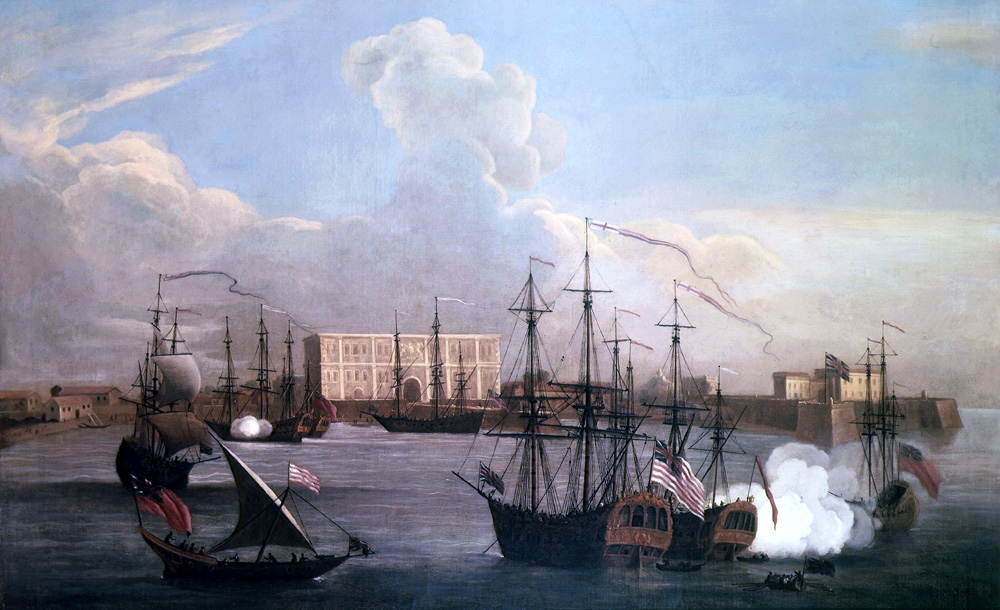
A társaság hajói Bombay kikötőjében

A kezdeti délkelet-ázsiai kudarcok ellenére a társaság nem adta fel az Indián és Kínán kívüli terjeszkedés tervét. 1620-ban megkísérelték megszerezni a mai Fokváros mellett lévő Tábla-hegyet. A szervezet később megszerezte és kormányozta Szent Ilona szigetét, ahol Bonaparte Napóleont őrizték.
A társaság kiterjesztette tevékenységét a Perzsa-öbölre, és az 1620-as évektől aktívan részt vett a rabszolga-kereskedelemben. A rabszolgák többségét Mozambikból és Madagaszkárról, kisebb hányadukat Indonéziából és Nyugat-Afrikából rabolták el.
A 19. században számos kolóniát alapítottak: Szingapúrban, Hongkongban, Malajziában és Burmában. Ezek a terjeszkedések gazdasági és katonai szempontból egyaránt fontosak voltak a Brit Birodalom számára. Burmában több háború is kitört a gyarmatosítók ellen, de azok a társaság győzelmével végződtek.
1824-ben, az angol–holland szerződés értelmében a britek nagy területeket szereztek meg a Holland Kelet-Indiákon, ahol megtelepedett a társaság is. A három legfontosabb hely Pinang, Melaka és Dinding lett. Ezek stratégiai fontosságú települések voltak, de nem hajtottak valódi gazdasági hasznot, mert kevés volt a munkaerő a helyszínen, ezért a szervezet kínai és indiai munkásokat telepített be. Észak-Borneo kivételével a hollandoké maradt a maláj szigetvilág.

## A társaság zászlói, címerei

Az 1668-ig használt zászló, a bal felső sarokban Anglia zászlajával
Az 1668-tól használt zászló. A bal felső sarokban a King’s colours, amely brit zászló lett 1707-ben
Az utolsó zászló 1801-től. A bal felső sarokban az Egyesült Királyság zászlójával
Az első, 1600-1709 között használt címer
A második, 1709-től használt címer
A társaság bengáli elnökségének címere.